# Antonio Gandin
Antonio Gandin (Avezzano, 13 maggio 1891 – Cefalonia, 24 settembre 1943) è stato un generale italiano, decorato con la medaglia d'oro al valor militare alla memoria per i tragici fatti di Cefalonia del settembre del 1943.

## Biografia

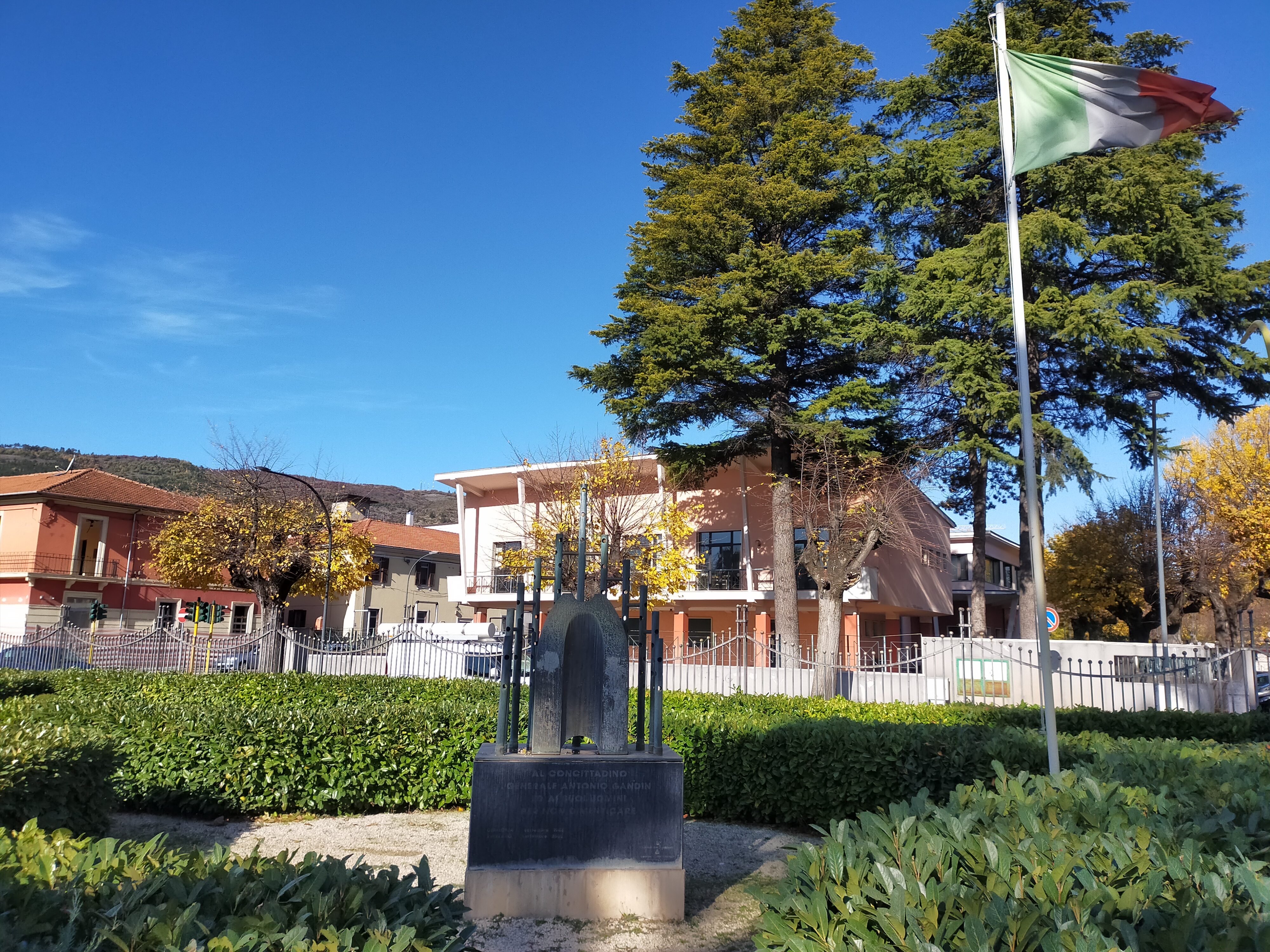
Monumento in ricordo di Antonio Gandin ad Avezzano

Antonio Gandin nacque ad Avezzano in Abruzzo nel 1891, figlio di Pietro, prefetto del regno, e di Colomba Desideri. Proveniente da una famiglia originaria di Bagnaia (dal 1928 frazione di Viterbo) con forti tradizioni militari,  (anche il fratello Aldo, nato nel 1895, era generale allo stato maggiore del regio esercito, mentre suo fratello Vittorio era un  ingegnere. Suo nipote Ugo, figlio della sorella Lucia fu un noto magistrato), Gandin era laureato in lettere, frequentò la Regia Accademia Militare di Modena ed ottenne il grado di sottotenente nel 1910.
Partecipò alla guerra italo-turca sul fronte libico tra il 1911 ed il 1912; diventato tenente combatté la guerra contro l'impero austro-ungarico nelle file del 136º reggimento, guadagnandosi una Medaglia d'argento, una di bronzo e due Croci di guerra al valor militare. Dopo la fine della prima guerra mondiale espletò importanti incarichi per conto del Ministero della Guerra, poi del SIM, quindi insegnò alla Scuola di guerra. Fu promosso colonnello nel 1935 ed ebbe il comando del 40º Reggimento fanteria; nel 1937 entrò nello Stato Maggiore del Regio Esercito.
Promosso generale di brigata nel 1940, fino al 1942 fece parte del Comando supremo militare italiano, quando divenne generale di divisione del Regio Esercito Italiano ed ottenne una Croce di Ferro di I Classe tedesca durante i combattimenti dello CSIR, poi ARMIR, sul fronte russo. Dal 16 giugno 1943 fu comandante della Divisione "Acqui"; fu fucilato dai tedeschi per non aver voluto accettare la resa incondizionata, dopo una sorta di "referendum" tra i soldati (in realtà una consultazione informale, dato che sarebbe stato impossibile interpellare tutti i militari sparsi sull'isola), e aver organizzato una caparbia e sfortunata resistenza contro gli stessi tedeschi che condusse all'eccidio di Cefalonia.
(Ultime parole di Antonio Gandin davanti al plotone d'esecuzione)
Poco prima era scampato anche ad un attentato da parte di un carabiniere, che gli lanciò vanamente una bomba a mano. I suoi resti non sono stati recuperati. A lui è dedicata la caserma del 1º Reggimento "Granatieri di Sardegna" di Roma.

## Controversie
La sua figura è fortemente coinvolta nelle controversie politico-storiografiche sull'Eccidio di Cefalonia.

## Carriera militare
- 1910 - Sottotenente, 82º reggimento di fanteria
- 1913 - Tenente, 136º reggimento
- 1915 - Settembre: capitano
- 1917 - Maggiore
- 1935 - Colonnello, 40º reggimento di fanteria
- 1940 - Luglio: generale di brigata
- 1943 - Comandante della divisione Acqui